# Phyllactinia
Phyllactinia Lev.  – rodzaj grzybów z rodziny mączniakowatych (Erysiphaceae.

## Systematyka i nazewnictwo
Pozycja w klasyfikacji według Index Fungorum
Erysiphaceae, Helotiales, Leotiomycetidae, Leotiomycetes, Pezizomycotina, Ascomycota, Fungi.
Gatunki występujące w Polsce
- Phyllactinia fraxini (DC.) Fuss 1878
- Phyllactinia guttata (Wallr.) Lév. 1851
- Phyllactinia mali (Duby) U. Braun 1978
- Phyllactinia roboris (Gachet) S. Blumer 1933

Nazwy naukowe na podstawie Index Fungorum. Wykaz gatunków według Listy grzybów mikroskopijnych Polski.